# Jan van Brouchoven
Jan van Brouchoven (Antwerpen, 9 oktober 1644 — Mechelen, 21 mei 1725),  tweede graaf van Bergeyck, was een van de belangrijkste Zuid-Nederlandse politici op het einde van de Spaanse periode.

## Familie en gezin
Zijn opa, Gerard van Brouchoven (1580-1638), was schepen van 's-Hertogenbosch voor hij naar Lier, in de Spaanse Nederlanden, uitweek. Zijn oudste zoon, Jan Baptist van Brouchoven, vertrok van Lier naar Antwerpen, waar hij in 1642 als poorter werd ingeschreven en in 1643 al schepen was. Hij leerde er Hélène Fourment, de jonge weduwe van Peter Paul Rubens kennen. Op 9 oktober 1644 werd Jan van Brouchoven geboren en in de Sint-Andrieskerk gedoopt, als zoon van Jan-Baptiste en Hélène, die in de loop van 1645 trouwden. Er kwamen nog vijf wettige kinderen, die zich voegden bij de gelegitimeerde zoon en bij de vijf nog jonge kinderen uit het huwelijk Rubens-Fourment.
Na verschillende functies in Antwerpen te hebben vervuld, werd Jan-Baptist van Brouchoven een belangrijk raadsheer in dienst van de Spaanse vorsten, zowel in Brussel als in Madrid waar hij lid werd van de Consejo de Flandes.

## Eerste stappen van Jan van Brouchoven
Het is niet duidelijk waar Jan van Brouchoven zijn jeugd doorbracht en zijn opleiding kreeg. Verbleef hij in Antwerpen of in het kasteel van Elewijt dat tot in 1682 aan Helena Fourment en haar kinderen bleef toebehoren? Kreeg hij les van een huisleraar of volgde hij de lessen in het jezuïetencollege in Antwerpen? Aan welke universiteit werd hij licentiaat in de rechten? Alvast niet in Leuven, misschien in Dole, hoewel ook dit niet zeker is.
In 1672 trouwde Jan van Brouchoven in Antwerpen met Anna Helman († 1682), enige dochter van Filips Helman, heer van Leefdaal. Voortaan werd het kasteel van Leefdaal een vaste verblijfplaats voor het jonge paar. Uit dit huwelijk had het één in leven gebleven dochter, Catharina (1675-1757), barones van Leefdaal, die ongehuwd bleef. Op 3 maart 1685:6 hertrouwde Jan met Livina de Beer († 1743), dochter van een Gentse hoofdbaljuw Nicolays Ignace de Beer, heer van Meulebeke:2, en weduwe van Gerard van Vilsteren († 1683), heer van Laarne, die zeven kinderen had uit haar eerste huwelijk en er nog eens zes schonk aan Brouchoven:
- Jean-Philippe (1686-1709/19), luitenant-kolonel in de Spaanse cavalerie, zonder erven,
- jongen, naamloos (1688),
- jongen, naamloos, (1690),
- Nicolas-Joseph (1691-1765), derde graaf van Bergeyck, baron van Leefdaal, die trouwde met Marie-Charlotte de Visscher, dochter van Guillaume Louis Baron de Celles[2],
- Marie-Caroline (1693-Mei 1731/1733), die in 1718 trouwde met Pierre Engelbert Martin della Faille Baron de Nevele, zonder nageslacht[2],
- Marie-Thérèse (1695-1761) die achtereenvolgens trouwde *met Philippe Théodore François de Fourneau graaf van Cruykenburg (- Mei 1724), zoon van Philippe-François en Anne-Angéline de Fourneau [3]:8 met wie ze kinderen had en in 1731 met Andreas/André (1704-8 Oktober 1752) [3]:20, graaf de Licques[1]:6 Kolonel der infanterie in het Staatse leger[2], de tweede zoon van Joseph François de Lisques Seigneur de Tofflet en Marie Jeanne Angélique le Roi de Valanglart, dit huwelijk bleef kinderloos[4].

In maart 1668 kreeg Jan van Brouchoven zijn eerste ambt, dat van adjunct-raadsheer, plaatsvervanger van zijn vader, in de Raad van Financiën. In 1672 werd hij daarbij ook nog intendant of verantwoordelijke voor de financiën in de provincies Gelder en Limburg en bleef dit tot in 1678. Vanaf die datum was hij weer voltijds actief in de Raad van Financiën en werden hem heel wat opdrachten toevertrouwd.
Vanaf 1683 rukten de troepen van Lodewijk XIV van Frankrijk weer eens tegen de Nederlanden op. Brouchoven werd begin 1684 intendant in Vlaanderen en dit tot in 1685. Daarbij werd hij door de landvoogd aangesteld om alle rekeningen van de provinciale overheid in Vlaanderen te controleren. In 1687 werd hij raadsheer in de Consejo de Flandes, met behoud van zijn rang en anciënniteit in de Raad van Financiën. Hij vertrok echter niet naar Madrid, omdat de landvoogd hem bij zich wilde houden, als deskundige in financiële zaken.

## Minister van Financies
Wanneer in 1688 de broer van de stiefmoeder van Jan de Bergeyck, Philippe-François d'Ennetières, weduwnaar geworden, zich terugtrok bij de ongeschoeide karmelieten, moest hij worden opgevolgd als thesaurier-generaal voor de Spaanse Nederlanden, in feite minister van Financiën en van Economische Zaken. De Bergeyck werd benoemd en werd tevens raadsheer bij de Raad van State. Voortaan had hij de algemene leiding over de Raad van Financiën. Het was de oorlogsperiode, tijdens dewelke onder meer de Brusselse Grote Markt in puin werd gelegd (1695). In 1696 werd Bergeyck een van de onderhandelaars voor vredesbesprekingen die tot de Vrede van Nijmegen en de Vrede van Rijswijk (1697) leidden.
Ondanks de vele beslommeringen die de vredesonderhandelingen met zich meebrachten, was Bergeyck tegen het einde van de zeventiende eeuw druk bezig met hervormingen en met het economisch herstel in de Nederlanden. Hij deed pogingen om het aantal ambtenaren te verminderen en om het leger te reorganiseren. Veel succes had hij hiermee niet, als gevolg van tegenkantingen en van de Spaanse inertie in Madrid. Hij was anderzijds betrokken bij allerhande overeenkomsten die de handel en export betroffen, waar wisselend succes werd in geboekt.
In 1698 verleende Bergeyck octrooi voor de oprichting van een Oostindische Compagnie in de Spaanse Nederlanden. Het initiatief kende geen succes omdat zowel de concurrentie en tegenkanting vanuit Engeland en de Verenigde Provincies roet in het eten gooide, maar vooral Spanje heftig tegen het initiatief tekeerging. Toen Bergeyck in mei 1699 ontslag nam als thesaurier-generaal werd het plan definitief opgedoekt. Pas in 1722 zou, met de oprichting van de Oostendse Compagnie, het idee hernomen worden en zou Bergeyck bij de oprichting om raad worden gevraagd.
Bergeyck speelde in diezelfde jaren een aanzienlijke rol in het vestigen van protectionistische maatregelen in het voordeel van de Zuid-Nederlandse handel en nijverheid. Begin 1699 werd in Brussel een conferentie voor economisch herstel gehouden, onder het voorzitterschap van Bergeyck, waar alle steden van enig belang in de Spaanse Nederlanden aan deelnamen. Dit mondde uit in ordonnanties en plakkaten die de eigen handel en nijverheid moesten beschermen.
Terwijl de conferenties volop aan gang waren, nam Bergeyck einde mei 1699 ontslag als thesaurier-generaal. Hij had al vanaf begin 1698 verschillende keren ontslag aangeboden. Zijn vijanden in Brussel en in Madrid zouden natuurlijk niets liever hebben gehad. Pas op 9 april 1700 werd zijn ontslag als thesaurier-generaal door de koning aanvaard. Pas in augustus werd graaf Tirimont, vertrouweling van Bergeyck, als zijn opvolger benoemd. Het ontslag betekende niet de verdwijning van Bergeyck, die ook zonder prestigieuze functie de feitelijke eerste minister van de Spaanse Nederlanden bleef.

## De feitelijke stadhouder
Van 1701 tot 1706 kende de Bergeyck het hoogtepunt van zijn carrière, toen landvoogd Maximiliaan Emanuel van Beieren lange tijd uit de Nederlanden wegbleef.
Op 1 november 1700 stierf koning Karel II als laatste Spaanse Habsburger, zonder nakomelingen, en had een kleinzoon van Lodewijk XIV als zijn opvolger aangeduid. De jonge koning Filips van Anjou vertrok als Filips V naar Madrid en liet aan landvoogd Max Emanuel weten dat hij de dagelijkse leiding van de Spaanse Nederlanden in handen gaf van zijn grootvader Lodewijk XIV. Ook al had Bergeyck geen precieze officiële functie meer, wisten ook de Franse gezanten die in Brussel neerstreken dat niets zonder hem kon worden gedaan en ze deden dan ook beroep op zijn medewerking, die hij hen grif toezegde. Het gezag van Bergeyck nam nog toe nadat Max Emanuel in maart 1701 voor lange tijd naar München vertrok.
Hoewel de regering formeel in handen was gegeven van de markies van Bedmar, was Bergeyck bij alles wat in de Nederlanden omging de doorslaggevende gezagdrager: als financier van de Beiers-Franse alliantie, als onderhandelaar voor de economische samenwerking met Frankrijk, als bemiddelaar voor het behoud van de vrede, in deze periode van Spaanse Successieoorlog. Ook op het binnenlandse beleid drukte hij zijn stempel. Dit betrof in de eerste plaats de reorganisatie van het militair apparaat, want hij trad nu ook op als minister van Oorlog, terwijl hij ook de feitelijke minister van Financiën was gebleven. Ook in dit laatste was hij de onvermijdelijke spilfiguur.
De activiteit van Bergeyck reikte nog verder en mondde uit in een echte staatsgreep, door de afschaffing van de Collaterale Raden. Coördineren en rationaliseren van het regeringswerk was de boodschap, met vooral een beter beheer van de financies.  De Consejo de Flandes in Madrid werd alvast op non-actief geplaatst en weldra afgeschaft. Vervolgens werden de drie Collaterale Raden afgeschaft en vervangen door één Koninklijke Raad. Deze raad beperkte zich tot zeven leden, met opnieuw als voornaamste Bergeyck, die superintendant-generaal van Financiën en minister van Oorlog werd en dit met een wedde die hoger lag dan die van al zijn collega's bijeen, ook al moest hij daar al direct de helft van afstaan om de tien secretarissen te bezoldigen die hij in dienst had. Natuurlijk lagen in principe de beslissingen bij de Koninklijke Raad, voorgezeten door de landvoogd, maar in de praktijk was Bergeyck nu alleen meester over wat vroeger tot de bevoegdheden behoorde van de Raad van Financies, de Secretarie van Staat en Oorlog, gedeeltelijk de Raad van State, enz.
In diezelfde tijd woedde nog altijd de Successieoorlog. In Ramillies bij Tienen leden de Franse troepen op 23 mei 1706 de nederlaag tegen de geallieerde troepen van de hertog van Marlborough. Het grootste deel van de Spaanse Nederlanden verklaarde zich onderhorig aan Karel VI van Oostenrijk en kwam onder het Anglo-Bataafs condominium. Er bleef maar weinig grondgebied meer over (hoofdzakelijk Henegouwen, Namen en Luxemburg) om trouw te blijven aan Filips V. Bergeyck trok zich in Bergen terug om wat overbleef verder, met de steun van Frankrijk, te besturen. De oorlog ging door, met wisselende kansen. Bergeyck slaagde erin Gent en Brugge met hun ommelanden te heroveren. Maar tegen begin 1709 namen de troepen van Marlborough weer de bovenhand. Ook Bergen viel in hun handen en Bergeyck moest zich in Namen terugtrekken. Uiteindelijk verloor Frankrijk-Spanje de hele Zuidelijke Nederlanden. In mei 1711 verliet Bergeyck het land om zich naar Spanje te begeven.

## Minister in Spanje
In Spanje aangekomen werd Bergeyck onmiddellijk door de koning uitgenodigd de bijeenkomsten van de Spaanse kabinetsraad bij te wonen. In september 1711 benoemde de koning hem tot superintendant of minister van Financiën. Hij spande zich in om financieel herstel te bewerkstelligen en nam ook initiatieven ten bate van de Spaanse industrie.
Tot het einde van 1714 bleef Bergeyck Spaans minister, actief voor de binnenlandse aangelegenheden maar ook als raadgever en spreekbuis van Filips V in de onderhandelingen die uitmondden op de Vrede van Utrecht in 1714.

## Laatste jaren
In 1714 werd Bergeyck zeventig en begon hij naar rust te verlangen. Op 1 april werd zijn ontslag aanvaard en kon hij naar de Nederlanden terugkeren. Hij was in Namen begin augustus 1714. Voortaan leefde hij in Brussel, in Leefdaal en tijdens de wintermaanden in Mechelen, waar hij een huis had gekocht.
Na 1716 waren de hele Zuidelijke Nederlanden nu onder het gezag van de Oostenrijkse Habsburgers. Markies de Prié werd gouverneur-generaal en bleef dit tot in 1724.
Bergeyck had geen enkele openbare functie meer, wat niet belette dat hij als éminence grise verder invloed uitoefende en regelmatig door de landvoogd werd geraadpleegd.
Op 2 augustus 1724 had Bergeyck zijn testament gemaakt. Na zijn overlijden op 21 mei 1725 werd hij in Leefdaal begraven.